# Арабзода, Нозир
Нозир Арабзода — доктор философских наук, профессор.

## Биография
Родился 20 декабря 1940 года в селе Ашт Согдийской области Таджикской ССР. В 1957 году окончил с медалью сельскую среднюю школу им. Умара Хайяма. В 1962 году с отличием окончил Филолого-исторический факультет Таджикского государственного университета им. В. И. Ленина.
С 1962 по 1965 годы аспирант кафедры философии Академии наук Таджикистана, с 1965 по 1968 годы младший научный сотрудник, с 1968 по 1970 годы старший научный сотрудник отдела философии Академии наук Таджикистана, с 1970 по 1994 годы доцент кафедры философии Таджикского государственного университета, с 1994 по 1996 годы доцент кафедры философии культуры Худжандского государственного университета, с 1996 по 1999 годы доцент кафедры философии Университета предпринимательства и сервиса, с 1999 по 2005 годы профессор философии Российско-Таджикского Славянского университета.
Скончался 5 марта 2004 года в Душанбе.
Нозир Арабзода является автором научных книг и статей по наиболее важным вопросам истории таджикской философии. Большое значение имеют его фундаментальные исследования философских учений Насира Хусрава, Фахруддина Рази, Саади Ширази, Хафиза Ширази, Ибн Сины, Ибн Ямина, Абубакри Рази, Насриддина Туси и других. Нозир Арабзода — автор более 30 научных статей в «Таджикской советской энциклопедии» (Душанбе, 1978—1988 годы), посвященных различным философским концепциям и проблемам. Заслуживает внимания также вклад Нозира Арабзода в составлении учебников по философии. К числу таких работ, которые были опубликованы под его редакцией, относятся «Очерки истории философии» (Душанбе, 1982 год) и «Философия».
Одна из характерных особенностей работ Нозира Арабзода — это глубина исследования темы. Он впервые представил всесторонний анализ религиозно-философского учения Насира Хусрава, проанализировал теологию Насира Хусрава, включая монотеизм, креационизм, скептицизм, аллегорическое толкование Корана, пророчество и имамат, исследовал учение о бытии, по-новому объяснил сущность души и психофизическую проблему, оценил место человека в иерархии бытия, рассмотрел сходства и различия между теориями Насира Хусрава и Ибн Сины, провел сравнительный анализ этических учений Насира Хусрава и Абубакра Рази, отразил философский рационализм в поэзии и рассмотрел нравственные аспекты слова.
Тема кандидатской диссертации Нозира Арабзода: «Нравственное учение Саади» (Душанбе, 1968 год); тема докторской диссертации: «Исмаилитская философия Насира Хусрава» (Душанбе, 1998 год).

## Работы
- Этические взгляды Саади. Душанбе, «Дониш», 1968. 129 с.
- Фахриддин Рози (краткий анализ философской концепции). Душанбе, «Дониш», 1980. 67 с.
- Фахруддини Розӣ. Душанбе, «Ирфон», 1993. 88 с.
- Носири Хусрав. Тадқиқи назариёти фалсафӣ. Душанбе, «Маориф», 1994. 176 с.
- Ҳикмати амалии Саъдӣ. Душанбе, «Нодир», 2002. 133 с.
- Ҷаҳони андешаи Носири Хусрав. Душанбе, «Нодир», 2003. 259 с.
- Мир идей и размышлений Носира Хусрава. Душанбе, «Нодир», 2003. 264 с.
- جهان اندیشه ناصر خسرو، تهران، انتشارات آرون، 1398، 291 ص.